# Лаврентіївське газове родовище
Лаврентіївське газове родовище — газове родовище, що розташоване в Великоновосілківському районі Донецької області на відстані 22 км від смт Велика Новосілка. 

## Опис
В тектонічному відношенні родовище знаходиться на крайньому південному сході ДДЗ. Приурочене до склепінчастої частини Кальміус-Донецької улоговини в районі Лаврентіївської брахіантикліналі. Колектори - переважно пісковики з ефективною пористістю від 1,0 до 21%. Проникність від 0,001 до 689 мілідарсі. Експлуатувалося у 1990-х роках. Видобувні запаси за категорією А+В+С1 становлять 26 млн м3 газу. Родовище практично вичерпане.